# アントン・ツァイリンガー
アントン・ツァイリンガー（Anton Zeilinger, 1945年5月20日 - ）はオーストリアの量子物理学者・ウィーン大学の物理学教授である。量子情報の先駆者であり、光子の量子テレポーテーションの実現で知られる。
2010年にアラン・アスペ、ジョン・クラウザーとともウルフ賞物理学部門を受賞し、2022年に3人はノーベル物理学賞を受賞した。

## 経歴
1945年にオーストリアのオーバーエスターライヒ州リート・イム・インクライスに生まれた。インスブルック大学、ミュンヘン工科大学、ウィーン工科大学、マサチューセッツ工科大学、ベルリン大学、Merton College、コレージュ・ド・フランスを経て科学的業績から多くの賞を受賞したほか、中国が打ち上げた世界初の量子通信衛星「墨子号」にも協力した。
ダグラス・アダムズの銀河ヒッチハイク・ガイドのファンである。

## 業績
- 中性子干渉計
- 量子もつれ
- 量子光学
- グリーンバーガー＝ホーン＝ツァイリンガー状態

## 受賞歴
- 2005年 ヴィルヘルム・エクスナー・メダル
- 2005年 キング・ファイサル国際賞科学部門
- 2008年 アイザック・ニュートン・メダル
- 2010年 ウルフ賞物理学部門
- 2011年 トムソン・ロイター引用栄誉賞
- 2016年 ウィリス・ラム賞
- 2022年 ノーベル物理学賞

## 著書
- 「量子テレポーテーションのゆくえ」田沢恭子訳、大栗博司監修、早川書房 2023 ISBN 978-4-15-210240-9